# Валака (ураган)
Ураган «Валака» (англ. Hurricane Walaka) — потужний ураган 5 категорії, який приніс високий прибій і сильний штормовий нагін на Гавайські острови. Валака дев'ятнадцятий шторм з назвою, дванадцятий ураган, восьмий великий ураган і другий ураган 5 категорії у сезоні ураганів Тихого океану 2018 року
Тропічний циклон виник з області низького тиску, яка утворилась близько 1600 миль (2575 км) на південний-схід від Гавайських островів. 24 вересня система переміщалась на захід і перейшла в центральну частину Тихого океану приблизно через день. Зона низького тиску продовжувала переміщатись на захід протягом наступних кількох днів, організуючись у тропічну депресію 29 вересня. Пізніше того ж дня система посилилась у тропічний шторм, отримавши назву Валака . Потім шторм швидко посилився, ставши 30 вересня ураганом, а 1 жовтня — великим. Циклон прийняв більш північний напрямок під впливом системи низького тиску, розташованої на півночі. На початку 2 жовтня Валака досяг свого піку як ураган 5 категорії зі швидкістю вітру 160 миль/год (260 км/год) і тиском 921 мбар (27,20 дюйма рт.ст.). Цикл заміни окової стінки призвів до ослаблення урагану, хоча він залишався серйозним ураган протягом наступних кількох днів. Згодом менш сприятливі умови спричинили постійне ослаблення урагану, і 6 жовтня Валака став позатропічною штормом, далеко на північ від Гавайських островів. Залишки шторму прискорилися на північний схід, а потім розвіялися 7 жовтня.
Хоча ураган не вплинув на будь-які великі масиви суші, він пройшов дуже близько до незаселеного атолу Джонстон як сильний ураган 4 категорії, де перед штормом було оголошено попередження про ураган. Четверо вчених там мали намір подолати шторм на острові, але були евакуйовані до того, як прийшов шторм. Валака наблизився до далеких північно-західних Гавайських островів, але при цьому значно ослаб. Френч-Фрігейт-Шолс зазнав прямого попадання і був повністю знищений. Шторм завдав значної шкоди місцям гніздування багатьох видів, що знаходяться під загрозою зникнення; коралові рифи в регіоні зазнали значної шкоди, витіснивши місцеву рибну популяцію. Декілька десятків людей довелося рятувати біля південного берегаОаху, оскільки шторм приніс високий прибій на головні Гавайські острови.

## Метеорологічна історія

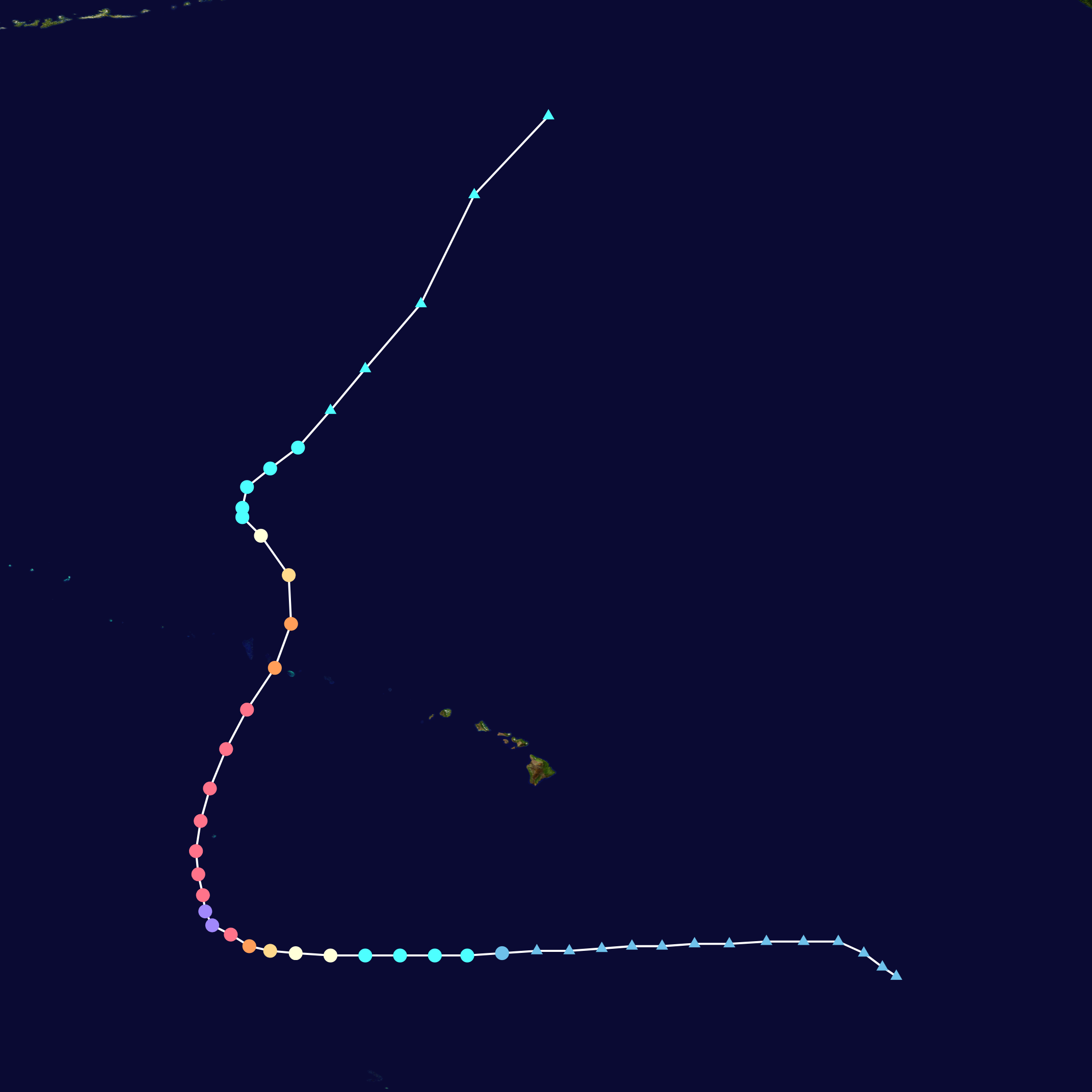
Траєкторія руху і інтенсивності Урагану Валака

22 вересня 2018 року Національний центр ураганів (NHC) прогнозував, що область низького тиску утвориться близько 130—140 ° на захід. Два дні потому область низького атмосферного тиску — формується навколо 1600 миль (2575 км) південний-захід від Хіло, Гаваї. Порушення охопило Центрально-Тихоокеанський басейн 26 вересня у вигляді суміші низькорівневих і купчастих хмар. Субтропічний хребет розташований до півночі від Гавайських островів змусила систему відстежувати на захід протягом наступних кількох днів. Приземний мінімум утворився до 12:00 UTC 27 вересня, оскільки система була розташована в 805 милях (1295 км) на південний схід від Хіло. Система стала Тропічна депресія 1-C близько 12:00 UTC 29 вересня, коли вона була приблизно в 690 милях (1110 км) на південь від Гонолулу, Гаваї. Конвекція або грозова активність сформувалася поблизу центру циркуляції низького рівня системи, і смугастість — значно подовжені, вигнуті смуги дощових хмар утворилася над південною та східною частинами западини. Через шість годин система зміцнилася в тропічний шторм, отримавши назву Валака від Центрально-Тихоокеанського центру ураганів.(CPHC).
Тропічний шторм, що зароджується, був розташований у середовищі над теплими температурами поверхні моря 84–86 °F (29–30 °C), низьким вертикальним зсувом вітру та вологим повітрям. Після формування смуги циклону деградували, хоча його конвекція зберігалася. Тим часом хребет продовжував спрямовувати Валаку на захід. Приблизно в цей час Валака почав швидку інтенсифікацію. Вранці 30 вересня конвекція стала рясніше навколо центру бурі. Вершини хмар Валака охолодилися; до 18:00 UTC тропічний циклон посилився в ураган. На початку 1 жовтня на видимих супутникових знімках з'явилося око, заповнене хмарами, коли Валака продовжував зміцнюватися. Валака став великим ураганом 3 категорії близько 12:00 UTC 1 жовтня, що стало четвертим штормом у центральній частині Тихого океану в 2018 році. У той час ураган мав помітне око, оточене значним кільцем холодних хмар. Валака повернув у напрямку північний-захід, коли він рухався навколо південно-західного краю хребта. Валака досяг свого піку як ураган 5 категорії, з максимальною тривалістю вітру 160 миль/год (260 км/год) і мінімальним тиском у центрі 921 мбар (27,20 дюйма рт.ст.), о 00:00 UTC 2 жовтня. Пікова інтенсивність Валака зробила його другим ураганом 5 категорії у сезоні ураганів Тихого океану 2018 року. Приблизно в той час циклон мав чітке око шириною 23 милі (37 км), оточене прохолодними вершинами хмар. Тим часом мікрохвильові зображення та дані ASCAT показали утворення концентричних окових стінок, сигналізуючи про те, що розпочався цикл заміни очної стінки. Зміцнення верхнього рівня, розташованого на північ від Валаки, спричинило початок руху урагану в більш північному напрямку.

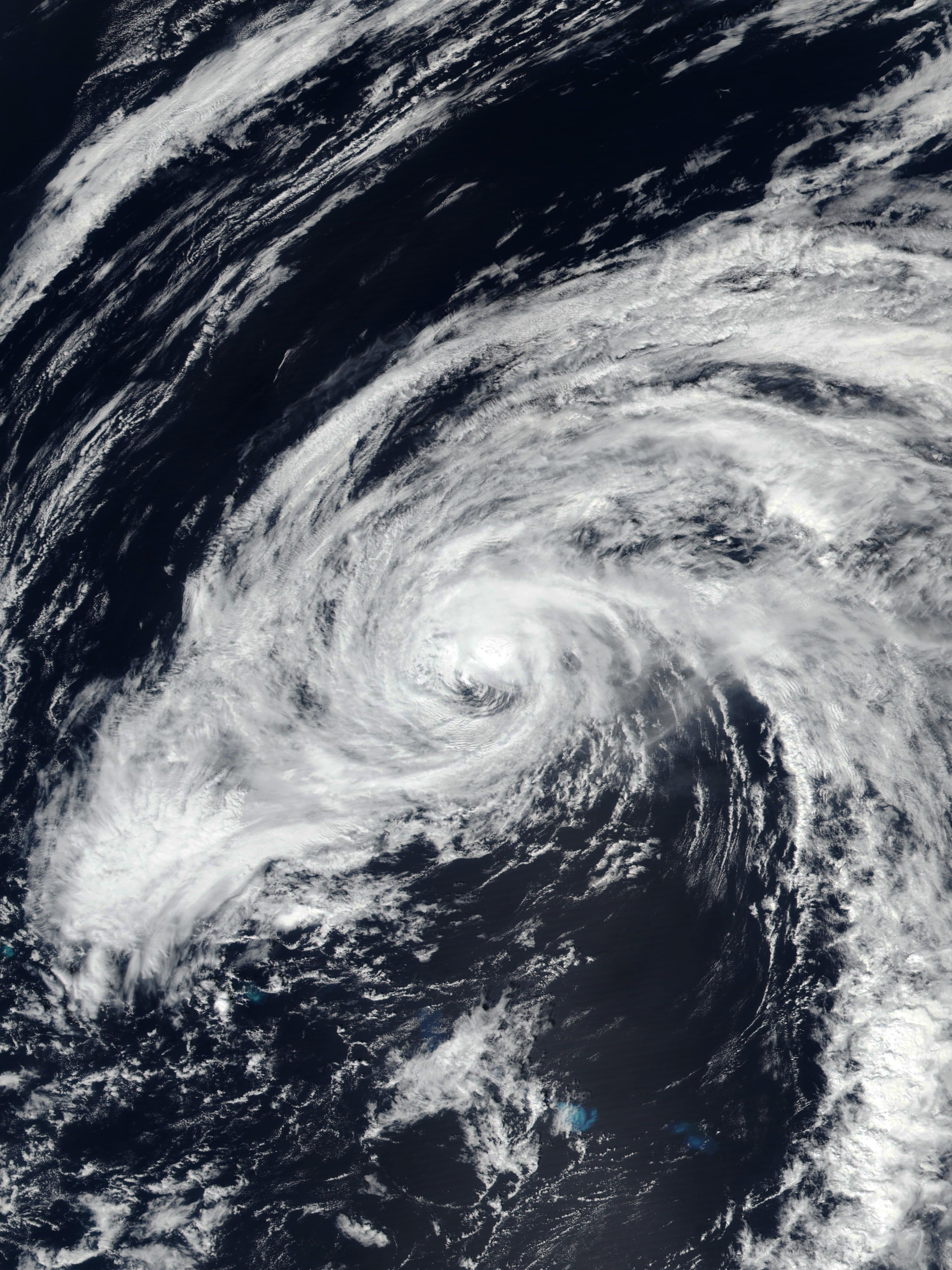
Walaka as a minimal Category 1 hurricane early on October 5

Валака зберіг свою пікову інтенсивність протягом шести годин, перш ніж почала слабшати в результаті циклу заміни очної стінки. Циклон продовжував просуватися на північ під впливом верхнього рівня мінімуму. Ураган ослаб до мінімального рівня урагану 4 категорії до 00:00 UTC 3 жовтня. До того часу око Валаки погіршилося на супутникових знімках; око заповнилося хмарами, а хмари, що складали стінку ока, і центральна густа хмара потепліли. Валака пройшов приблизно 45 миль (75 км) на захід від острова Джонстон близько 03:00 UTC. Після завершення циклу «очної стінки» Валака трохи відновився, досягнувши вторинного піку 145 миль на годину (230 км/год) близько 12:00 UTC 3 жовтня. Око циклону ставало все більш окресленим, оскільки хмари, що складали стінку ока, охолоджувалися. Хоча шторм посилився, зростаючий зсув вітру стоншував північно-західну стінку ока. Невдовзі після цього Валака знову почав слабшати, просуваючись на північ-північний схід. Пізніше, 3 жовтня, західна та південно-західна очна стінка розмивалася в результаті зсуву вітру. У той же час у південно-західній та північно-східній частинах шторму було порушено відтік перистів хмар верхнього рівня. І без того сильний зсув вітру зріс ще більше, досягнувши піку 54 миль/год (87 км/год) близько 00:00 UTC. Око Валаки зникло з видимих супутникових знімків, і південно-західна частина центру низького рівня стала відкритоюр;mph (87 km/h) around 00:00 UTC.
Валака найближчим часом наблизився до Френч-Фрігейт-Шолс близько 06:20 UTC 4 жовтня. У той час ураган 3 категорії знаходився приблизно за 35 миль (55 км) на північний-захід. Умови довкілля ще більше погіршилися 4 жовтня, оскільки температура поверхні моря впала нижче 81 °F (27 °C), а вміст тепла в океані зменшився.Це призвело до швидкого ослаблення Валаки; ураган впав нижче основного урагану близько 12:00 UTC і став мінімальним ураганом 1 категорії до 00:00 UTC 5 жовтня. Рано 5 жовтня Валака повернув на північний-захід, простеживши північну межу нижнього рівня верхнього рівня. Конвекція, пов'язана зі штормом, продовжувала розсіюватися; решта грозової активності була зміщена на північний-схід від центру бурі. Зсув вітру зменшився пізніше, 5 жовтня, хоча температура поверхні моря вздовж решти траси тропічного шторму була нижчою, ніж 77 °F (25 °C). В результаті зменшеного зсуву центр низьких рівнів Валака був тимчасово відновлений конвекцією, і тенденція до ослаблення сповільнилася, оскільки шторм простежувався на північний-захід. Наприкінці 5 жовтня центр низького рівня знову був повністю відкритий, а конвекція, що залишилася, майже розсіялася. Валака повернув на північний-схід, керований жолобом верхнього рівня. Валака перейшов у позатропічний циклон близько 12:00 UTC 6 жовтня після того, як був позбавлений грозової активності. Позатропічний циклон простежився над відкритим морем і розвіявся до 18:00 UTC 7 жовтня.

## Підготовка та наслідки

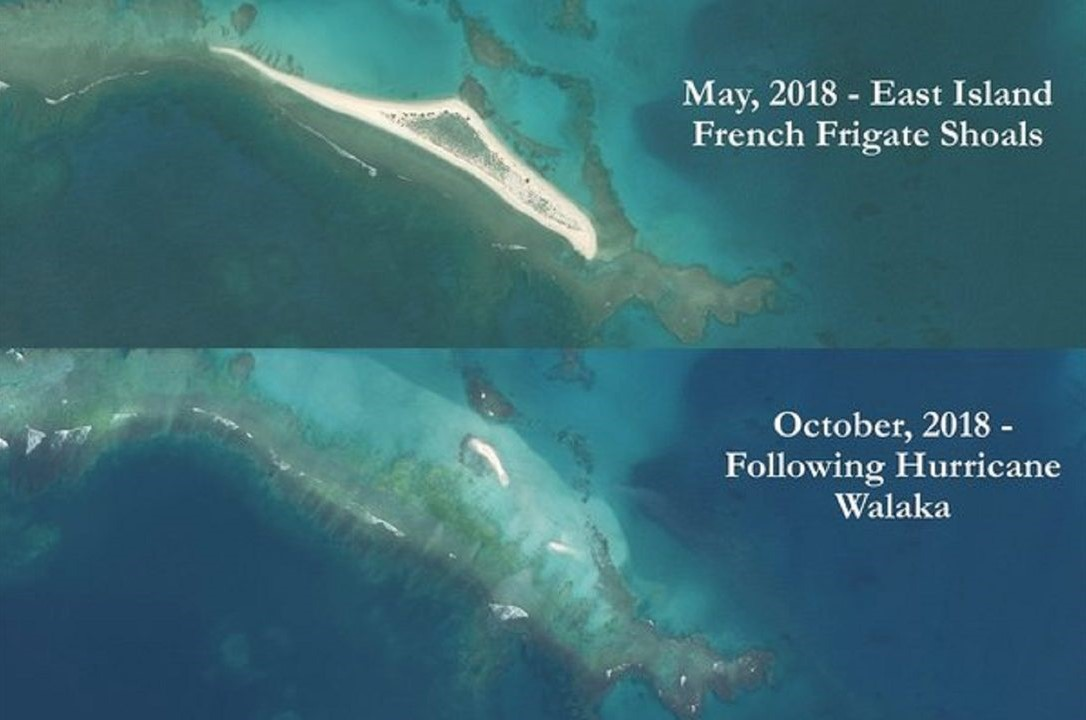
Східний острів площею 11 акрів (4,5 га) був повністю знесений штормовим нагоном урагану. Більшість опадів відкладалася на північ через коралові рифи

Коли Валака наближався до Північно-Західних Гавайських островів, 30 вересня для атолу Джонстон було випущено попередження про ураган. Рано 2 жовтня на Ніхоа на французький фрегат Шоулз до рифу Маро було передано попередження про ураган. Пізніше в той же день було опубліковано попередження про ураган для французького фрегата Shoals до рифу Маро, а попередження про тропічний шторм було видано для Nihoa до French Frigate Shoals. Команда з чотирьох учених на ізольованому атолі Джонстон планувала подолати шторм у евакуаційному притулку до Служби риби та дикої природи США.1 жовтня домагалися екстреної евакуації. Берегова охорона Сполучених Штатів вилетіла літаком з аеропорту Калаелоа, щоб евакуювати персонал наступного дня. Сім дослідників, які вивчають гавайських тюленів-монахів і зелених морських черепах на французькому фрегаті, були евакуйовані до Гонолулу 2 жовтня.
4 жовтня Валака обрушився на північно-західні Гавайські острови як ураган 3 категорії. Потужний штормовий нагон супроводжував ураган, коли він пройшов через мілини французького фрегату. Невеликий низинний Східний острів зазнав прямого удару і був повністю знищений, осад розкиданий по коралових рифах на півночі. Острів служив одним з основних місць гніздування зелених морських черепах, які знаходяться під загрозою зникнення, і гавайських тюленів-монахів, які знаходяться під загрозою зникнення. За оцінками, 19 відсотків гнізд черепах у 2018 році на острові були втрачені, але всі дорослі самки, які доглядали за гніздами, залишилися перед штормом. Приблизно половина зелених морських черепах Гавайських островів гніздилася на острові, і Чарльз Літтнан, директор відділу захищених видів Національного управління океанів і атмосфери, заявив, що знадобляться роки, щоб наслідки втрати острова були повністю зрозумілі. У серпні 2019 року супутникові знімки показали, що пісок починає знову накопичуватися на острові Іст. Коралові рифи у французького Фрегат мілин, Острови Лисянський, і Pearl і Hermes атола були істотно пошкоджені, витісняючи корінне населення риби.
Вітер від урагану Валака принесли високий прибій на головні Гавійські острови 4 жовтня. Валака створив прибій висотою 6–12 футів (1,8–3,7 м) вздовж південного та західного берегів Нііхау, Кауаї та Оаху . На південних берегах Молокаї, Ланаї та Мауї були хвилі висотою приблизно 5–8 футів (1,5–2,4 м). Великий острів Гаваїв витримав на західних берегах прибій висотою 6–10 футів (1,8–3,0 м). Щонайменше 81 особу довелося рятувати біля південного берега Оаху